# Zorîne, Iampil
Zorîne (în ucraineană Зорине) este un sat în comuna Mîkîtivka din raionul Iampil, regiunea Sumî, Ucraina.

## Demografie
Componența lingvistică a localității Zorîne
     Ucraineană (95,63%)
     Rusă (4,38%)
Conform recensământului din 2001, majoritatea populației localității Zorîne era vorbitoare de ucraineană (95,63%), existând în minoritate și vorbitori de rusă (4,38%).